# Deutscher Betriebssportverband
Der Deutsche Betriebssportverband e. V. (DBSV) ist die Dachorganisation aller Landesbetriebssportverbände Deutschlands mit Sitz in Berlin.

## Geschichte
Mit der Interessengemeinschaft der Betriebssportgemeinschaften und -verbände der Bundesrepublik einschließlich Westberlins (IG). begann im Januar 1954 die Geschichte des Verbandes. Auf Einladung des Verbandes der Firmensportvereine von 1949 e. V. Hamburg hatten sich am 16./17. Januar 1954 etwa 50 Betriebssportler in Dortmund getroffen und die Gemeinschaft gegründet.
Im Jahr 1955 erkannte der Deutsche Sportbund die Interessengemeinschaft als Vertreter des Betriebssportes offiziell an, ab dem 14. Mai 1960 als „Verband mit besonderer Aufgabenstellung“ des Sportbundes. Am selben Tag wurde der Name in Bund Deutscher Betriebssportverbände (BDBV) geändert. Im September 1960 hatte der Verband 69.059 Mitglieder, davon 6.483 Frauen. Im Mai 1998 wurde der Verband in Deutscher Betriebssportverband (DBSV) umbenannt.
Zum 1. Januar 2022 waren im DBSV 203.852 Mitglieder erfasst. Sie verteilten sich auf Betriebssportgemeinschaften und -vereine. Die Angebote des Betriebssports umfassen alle Formen des Breiten-, Freizeit- und Gesundheitssports.